# Neochryopus
Neochryopus is een geslacht van kevers uit de familie van de loopkevers (Carabidae). De wetenschappelijke naam van het geslacht is voor het eerst geldig gepubliceerd in 1931 door Banninger.

## Soorten
Het geslacht Neochryopus is monotypisch en omvat slechts de volgende soort:
- Neochryopus savagei (Hope, 1842)